# Daisy McCrackin
Daisy McCrackin (née le 12 novembre 1981) est une actrice, chanteuse et compositrice américaine.

## Filmographie sélective
- 2000 : Angel (Série TV) : Bethany Chaulk
- 2001 : Destination : Graceland : Megan
- 2002 : Halloween : Résurrection : Donna
- 2003 : Peak Experience : Heather Peters
- 2003 : Cold Case : Affaires classées (Série TV) : Tina Bayes
- 2004 : Division d'élite (Série TV)
- 2005 : Love & Suicide : Nina
- 2011 : Atlas Shrugged: Part I : Clerk
- 2012 : Joan's Day Out : Daisy
- 2018 : Delirium de Dennis Iliadis (en) : Mme Walker